# Man and His Kingdom
Man and His Kingdom é um filme mudo do gênero aventura produzido no Reino Unido e lançado em 1922. É uma adaptação do romance homônimo de A. E. W. Mason.